# Tigra
Greer Grant Nelson, alias Tigra est une super-héroïne évoluant dans l'univers Marvel de la maison d'édition Marvel Comics. Créé par les scénaristes Linda Fite et Roy Thomas, la dessinatrice Marie Severin et l'encreur Wally Wood, le personnage de fiction apparaît pour la première fois sous l’identité de la Chatte  (« The Cat ») dans le comic book The Cat #1 en novembre 1972.
La mini-série originale ne dure que quatre numéros avant d'être annulée. En 1974, le scénariste Tony Isabella et le dessinateur Don Perlin reprennent le personnage et en font la super-héroïne Tigra dans le comic book Giant-Size Creatures #1, paru en novembre 1974. Tigra est également le nom d'une mini-série de Marvel parue en 2002 et centrée sur le personnage.
Greer Nelson fait son début de carrière de super-héroïne sous le nom de code de la Chatte. Puis, elle est transformée par le Peuple Chat (en) (Cat People) et devient Tigra. Elle combat aux côtés de divers super-héros et devient un membre régulier des Vengeurs. De nombreux héros tombent sous le charme de la femme-chat. Durant le Projet Initiative, Tigra est instructrice, et lorsque l'Académie des Vengeurs ouvre ses portes elle y devient enseignante.
La Chatte est une héroïne qui, à ses débuts, représentait la libération de la femme aux États-Unis. Lorsqu'elle est transformée en Tigra, elle devient principalement connue pour son côté nymphomane. Après avoir été sévèrement battue par le vilain The Hood et abusée par un Skrull, le personnage remonte la pente en prenant des responsabilités en tant qu'enseignante et en entamant une relation sérieuse avec le Vengeur Henry Pym.

## Biographie du personnage

### La Chatte

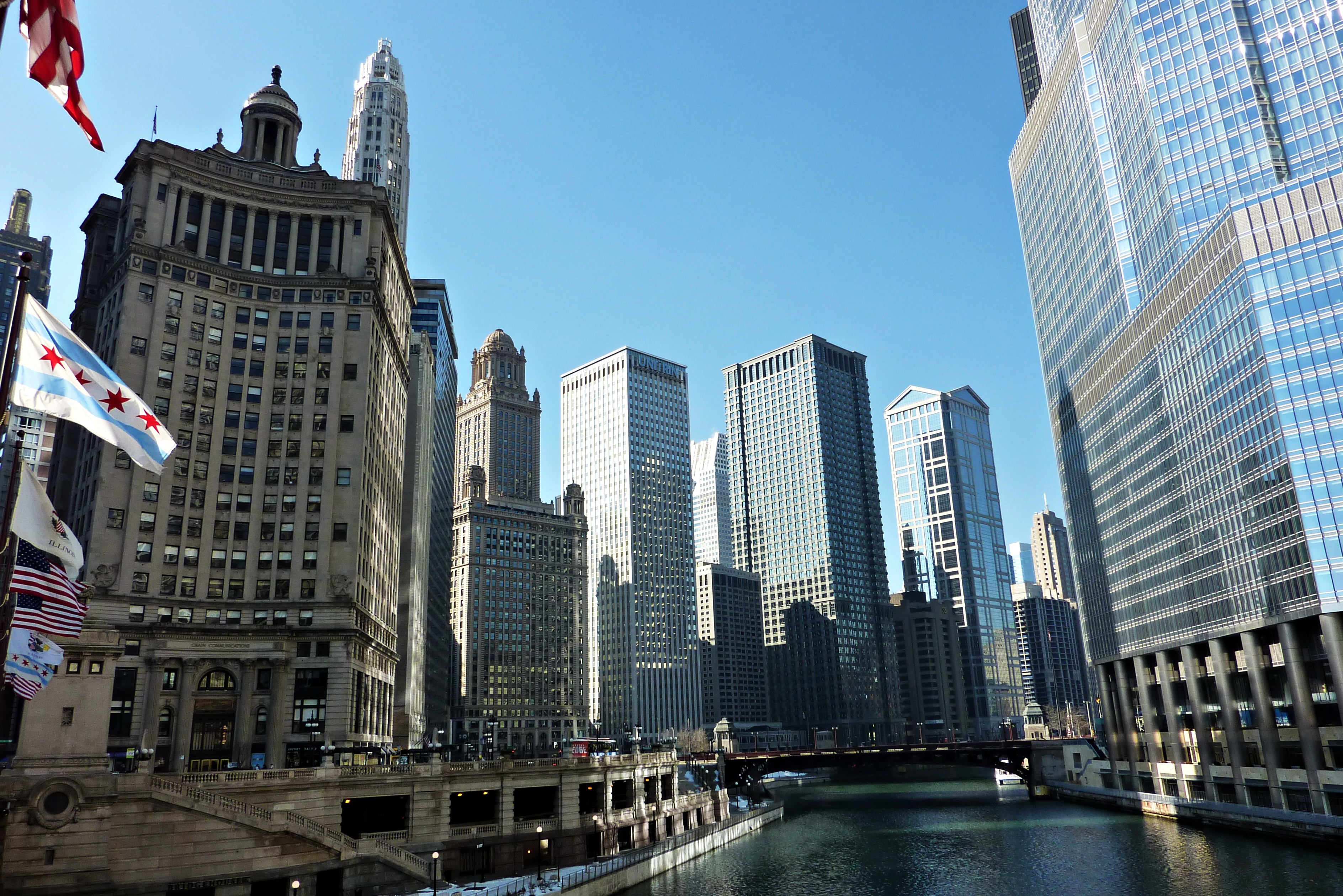
Greer Nelson est originaire de la ville de Chicago.

Greer Grant Nelson est originaire de Chicago. Alors qu'elle est étudiante à l'université de Chicago, Greer Grant rencontre son futur mari, l'officier de police William "Bill" Nelson. La jeune femme se laisse aisément transformer en femme au foyer par son époux sur-protecteur. Ce dernier est tué par des policiers ripoux sur lesquels il enquêtait,. Greer Nelson décide alors de changer et doit chercher un emploi pour subvenir à ses besoins. Durant ses recherches, elle rencontre Joanne Tumolo, son ancienne professeur de physique. Le docteur Tumolo travaille sur une expérience pour augmenter les capacités humaines. Ce traitement a déjà permis à Shirlee Bryant de devenir la super-vilaine Chatte,. Greer Nelson devient son assistante et persuade le Dr Tumolo de lui administrer ce traitement,. Son ancienne professeur accepte et Greer devient la Chatte. Cependant, les travaux du Dr Tumolo sont financés par Malcolm Donalbain. Celui-ci voyant que le docteur Tumolo ne respecte pas ses ordres, décide de détruire son laboratoire. Pour se venger, la Chatte détruit le quartier général de Donalbain. Par peur de la Chatte, Donalbain se suicide,. Greer Nelson commence alors une carrière de super-héroïne, elle affronte le Hibou, le Commandant Kraken et le Minotaure. Aux côtés de Spider-Man, elle affronte Man-Killer, une fanatique qui déteste les hommes,.

### Transformation en Tigra
Greer Nelson est gravement blessée par l'organisation HYDRA. Pour survivre, elle est transformée en Tigra par le Peuple Chat. Par la suite, elle a des aventures avec le loup-garou Jack Russell,. Au cours de sa carrière héroïque, Tigra rencontre de nombreux super-héros. Avec les Quatre Fantastiques, elle affronte le robot Metalloid et le vilain Brute. Avec les X-Men, elle combat la shi'ar Deathbird. Avec les Vengeurs, elle affronte l'Homme-Molécule. Avec Jessica Drew, la première Spider-Woman, elle vient en aide à Poltergeist, un jeune mutant, ensemble, ils affrontent le vilain Locksmith.
Finalement, elle se fixe longtemps chez les Vengeurs de la côte Ouest. Durant cette période, l'équipe affronte celle du Zodiaque. L'un des membres, Leo est un androïde mâle spécialement conçu avec des capacités et une apparence similaires à Tigra. Ils luttent également contre Master Pandemonium qui est un ennemi du Peuple Chat, Graviton et son allié Blank, Ultron et ses andrones, le Griffon ou même Godzilla. Elle a bon nombre d'aventures amoureuses avec des super-héros comme Wonder Man, Henry Pym alias l'Homme-Fourmi ou Moon Knight.

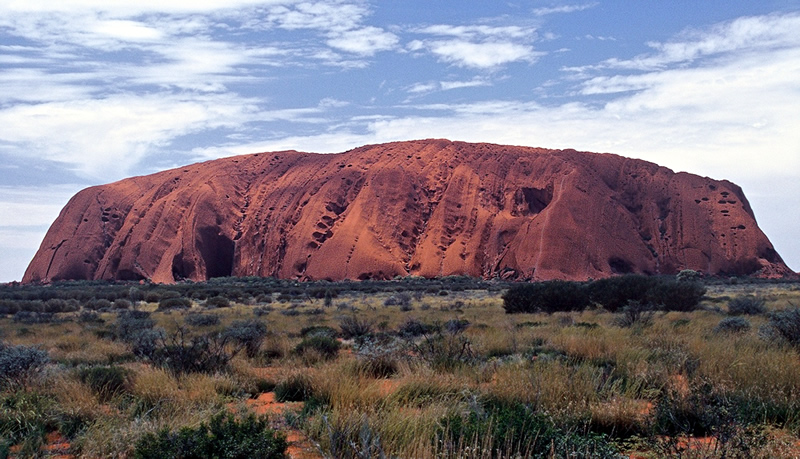
Lors de son séjour en Australie, Tigra aide des Aborigènes. Photo d'Uluru.

À plusieurs occasions, elle vient en aide au Peuple Chat qui l'a sauvée. Lorsqu'il est menacé par le vilain Tabur, un chat muté sous forme humaine, Tigra combat à leurs côtés. Avec la sorcière Agatha Harkness, elle affronte une deuxième fois Tabur. Grâce à un sort, le vilain est transformé en chat. Avec la Chose, elle affronte Cougar, un renégat du Peuple Chat.
Lors d'un séjour chez des aborigènes d'Australie, Tigra lutte contre Blowfly et son équipe d'esclavagistes ainsi que Sultan, le marchand d'esclaves. Par la suite, elle accompagne Starfox dans l'espace. Aux côtés de Quasar, Thor, Dragon-Lune, Photon et du Valet de cœur, ils affrontent les Infinites.

### Policière et Civil War
De retour sur Terre, Greer Nelson décide de passer du temps sous sa forme humaine et de se lancer dans une carrière policière comme son défunt mari. Elle passe les concours et entre dans la police. Aux cours de ces aventures là, elle affronte les policiers ripoux qui ont assassiné son mari,. Durant la Guerre civile qui divise les super-héros, Tigra est du côté de la loi et soutient le Registration Act d'Iron Man qui oblige les super-héros à se déclarer au gouvernement et donc à révéler leur véritable identité. Elle a même servi d'espionne en infiltrant les rangs des Vengeurs Secrets de Captain America. Cependant, elle a rapidement été découverte, et n'a donc pas pu rapporter d'informations au camp d'Iron Man et de ses partisans.

### Initiative puis Avengers Resistance
Lorsque le projet Initiative est lancé, Tigra travaille à camp Hammond. Elle est l'instructeur et le leader du Bataillon l'équipe de l'Arkansas,. Elle entretient une relation avec le docteur Henry Pym. Ce dernier se révèle être un Skrull et malheureusement Tigra est enceinte. Avec d'autres super-héroïnes réunies par Miss Hulk, elles affrontent Red Hulk au Mont Rushmore. Elle combat et défait Jigsaw, un membre de l'organisation criminelle de The Hood. Pour venger son homme de main, The Hood en personne l'attaque chez elle, la passe à tabac et menace la vie de sa mère. Toute la scène est filmée et sera diffusée à ses comparses pour asseoir sa domination sur son organisation. Plusieurs jours plus tard, lorsqu'il retourne la voir, Tigra lui révèle la cache secrète des New Avengers mais c'est en fait un piège qu'elle lui tend.
Lorsque Norman Osborn reprend la direction du projet Initiative et commence à engager des criminels, Tigra et le Gauntlet quittent l'Initiative et sont poursuivis par des sbires de The Hood. Secourus par les New Warriors, ils s'assemblent et forment Avengers Resistance,. Durant cette période, elle tente de se venger de The Hood et attaque ses hommes de mains comme Mandrill,. À la tête d'Avengers Resistance, elle attaque le camp d'entraînement de l'Initiative.

### Académie des Vengeurs
Norman Osborn est remplacé par Steve Rogers qui décide de créer l'Académie des Vengeurs, une école pour futurs super-héros. Tigra qui souhaite un avenir meilleur pour son fils William Nelson Jr. accepte de faire de partie de l'équipe éducatrice, composée également de Hank Pym, Justice, Speedball et Vif-Argent,. Durant son travail à l'Académie des Vengeurs, Tigra commence une relation avec le véritable Henry Pym. Lorsque les étudiants découvrent la vidéo où leur professeur Tigra a été sévèrement battue par The Hood, trois d'entre eux décident de la venger en rendant la pareille au vilain,,. Tigra désapprouve leur comportement qui est contre la loi et décide de les renvoyer de l'Académie. Elle leur donne le choix : soit ils partent, soit elle part. Cette décision a été prise à chaud et elle n'a pas consulté le reste de l'équipe pédagogique aussi, une fois calmée, elle revient sur sa décision,,. Après avoir affronté Korvac, Striker l'un des étudiants est déstabilisé par le fait d'avoir été temporairement mort. Tigra l'aide en lui faisant découvrir une nouvelle manière d'employer ses pouvoirs,.
Lors d'une aventure avec Misty Knight et Valkyrie, cette dernière a une vision de Tigra en armure de valkyrie qui signifie que la super-héroïne féline est digne de faire partie de cet ordre guerrier.

## Pouvoirs, capacités et équipement
Sous sa forme de femme-chat, Tigra possède une force, une endurance et une agilité surhumaines. Ses sens sont hyper-développés, semblables à ceux d'un félin. Sa capacité de guérison et de cicatrisation est supérieure à celle des êtres humains. Son état de femme-chat rend son esprit plus difficile à contrôler pour quelqu'un possédant un pouvoir télépathique. C'est une experte du combat au corps à corps. Greer Nelson possède un baccalauréat universitaire en Sciences et a exercé les métiers d'assistante de laboratoire, mannequin, policière et détective privé.
En tant que la Chatte, Greer Nelson emploie un costume qui renforce ces capacités, il est semblable à celui de l'héroïne Hellcat. Elle possède des griffes sur ses gants ainsi qu'un grappin pour attraper ses ennemis ou se balancer d'un bâtiment à l'autre. En tant que Tigra, elle possède une amulette mystique qui lui permet, d'un simple geste, de passer de sa forme « humaine » à sa forme « femme-chat » mais cependant elle l'utilise peu. Son costume est un maillot de bain deux pièces, plus communément appelé bikini. La partie basse possède une ceinture avec des griffes de félins et la partie haute comprend l'amulette en son centre.

## Analyse du personnage

### Mini-vague féministe

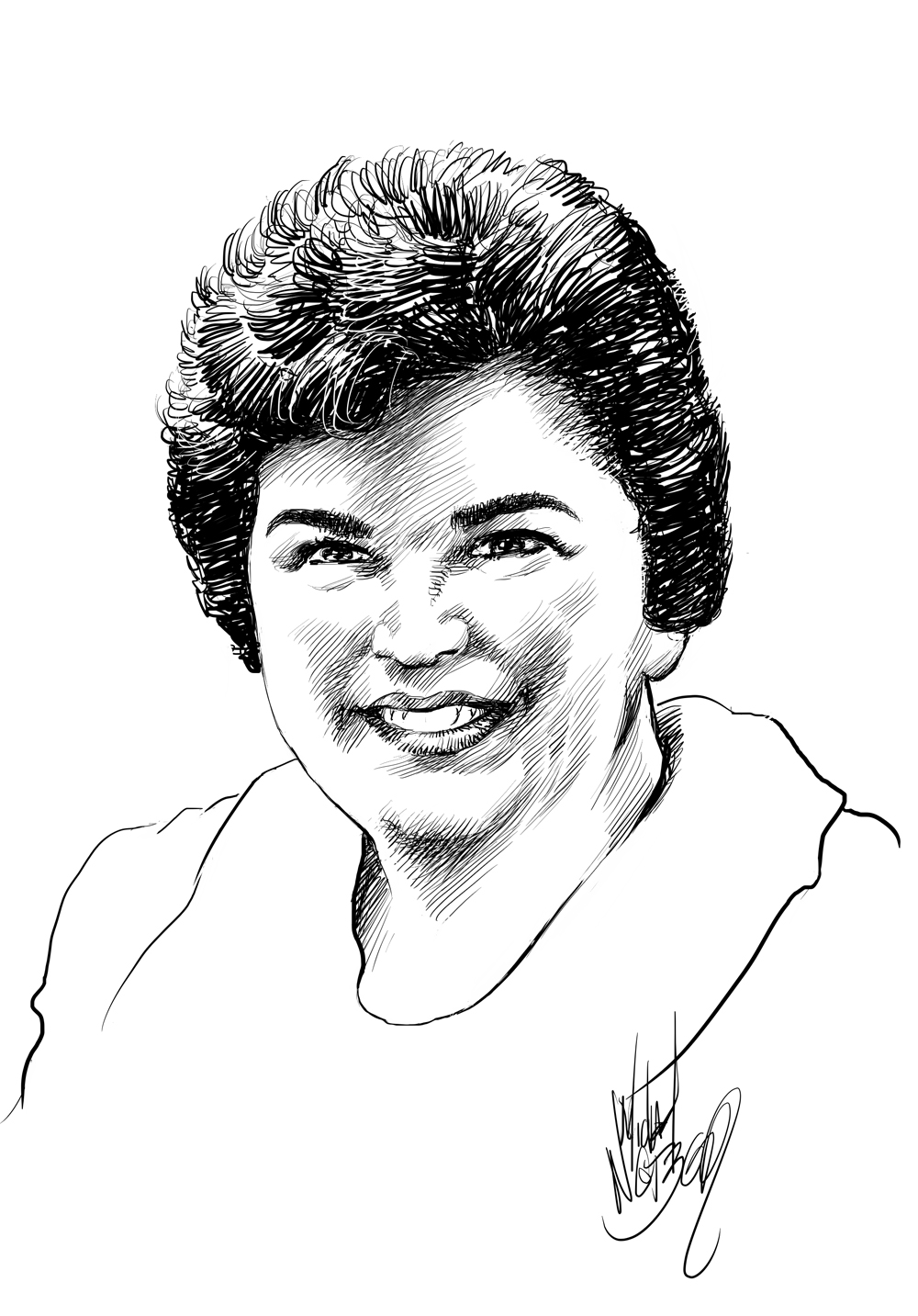
La dessinatrice Marie Severin fait partie des créateurs de Greer Nelson alias la Chatte. Portrait réalisé par Michael Netzer.

En 1972, pour attirer le public féminin, Stan Lee donne l'ordre de lancer une mini-vague de titres sur des personnages féminins scénarisés par des femmes. En vérité, il semble que l'équipe éditoriale masculine ait encore eu son mot à dire sur ces projets. Trois héroïnes sont ainsi créées : Night Nurse, qui est une infirmière tout à fait normale (ses aventures sont plutôt dans le registre de la série télévisée Urgences), Shanna, la diablesse, qui est une tarzanide (fortement inspirée de Sheena, reine de la jungle, l'héroïne de l'âge d'or des comics), et enfin une super-héroïne, la Chatte ou The Cat en version originale, le personnage qui nous intéresse,.
Dans sa mini-série The Cat, on découvre que la veuve d'un officier de police, Greer Nelson, va participer aux expériences d'une scientifique, le Docteur Tumolo, qui veut aider à l'évolution de la femme. En fait, Malcolm Donalbain qui finance le projet veut des super-femmes à son service. Le docteur et sa patiente peuvent être vus comme des avatars de la libération de la femme tandis que le vilain veut soumettre le sexe dit faible. La trame du traitement faisant d'elle une super-femme rappelle celle de Captain America, son costume jaune équipée de griffes de métal est un équivalent féminin de Wolverine avant l'heure. Tout comme Shanna qui est inspirée de Sheena, l'éditeur est allé puiser dans l'âge d'or des comics et s'est inspiré de Miss Fury, une héroïne féline qui avait été publiée sous forme de strips de presse pendant une douzaine d'années. Si on la compare à la concurrence de l'époque, la Chatte peut être également vue comme une version jaune de Catwoman dont le nom de code initial était également la Chatte, the Cat en version originale,.
Officiellement, les créatrices de Greer Nelson sont la scénariste Linda Fite et la dessinatrice Marie Severin mais en réalité Roy Thomas dirige une partie de l'histoire. Originellement, il l'avait baptisée Hellcat qui signifie littéralement chatte de l'enfer mais est également un terme courant pour désigner une furie. Le nom de code ayant sans doute été jugé péjoratif, c'est The Cat qui a été choisi. Afin que Greer Nelson attire également un public mâle, Wally Wood, connu pour les rondeurs qu'il donne aux héroïnes, s'occupe de l'encrage. La mini-vague de titres féminins est finalement un échec qui est en partie dû à un changement fréquent d'artistes qui entraîne un manque de cohésion. La série The Cat est arrêtée au numéro 4,. Marie Severin se voit confier la direction de l'équipe des coloristes de Marvel et n'a plus le temps de se consacrer aux dessins, Wally Wood et Linda Fite, quant à eux, quittent définitivement "l'univers Marvelien", le premier pour des raisons personnelles, la seconde à la suite de son mariage avec Herb Trimpe . 
En 1973, Gerry Conway utilise le personnage dans Marvel Team-Up #8, Greer Nelson et Spider-Man affrontent Man-Killer, une fanatique qui déteste les hommes. Avec cette lutte contre une personnification d'une radicalisation féminine, le message lié à la Chatte s'inverse. Linda Fite donne un message sur la libération de la femme, Gerry Conway énonce plutôt qu'il ne faut pas aller trop loin.

### Femme-Garou

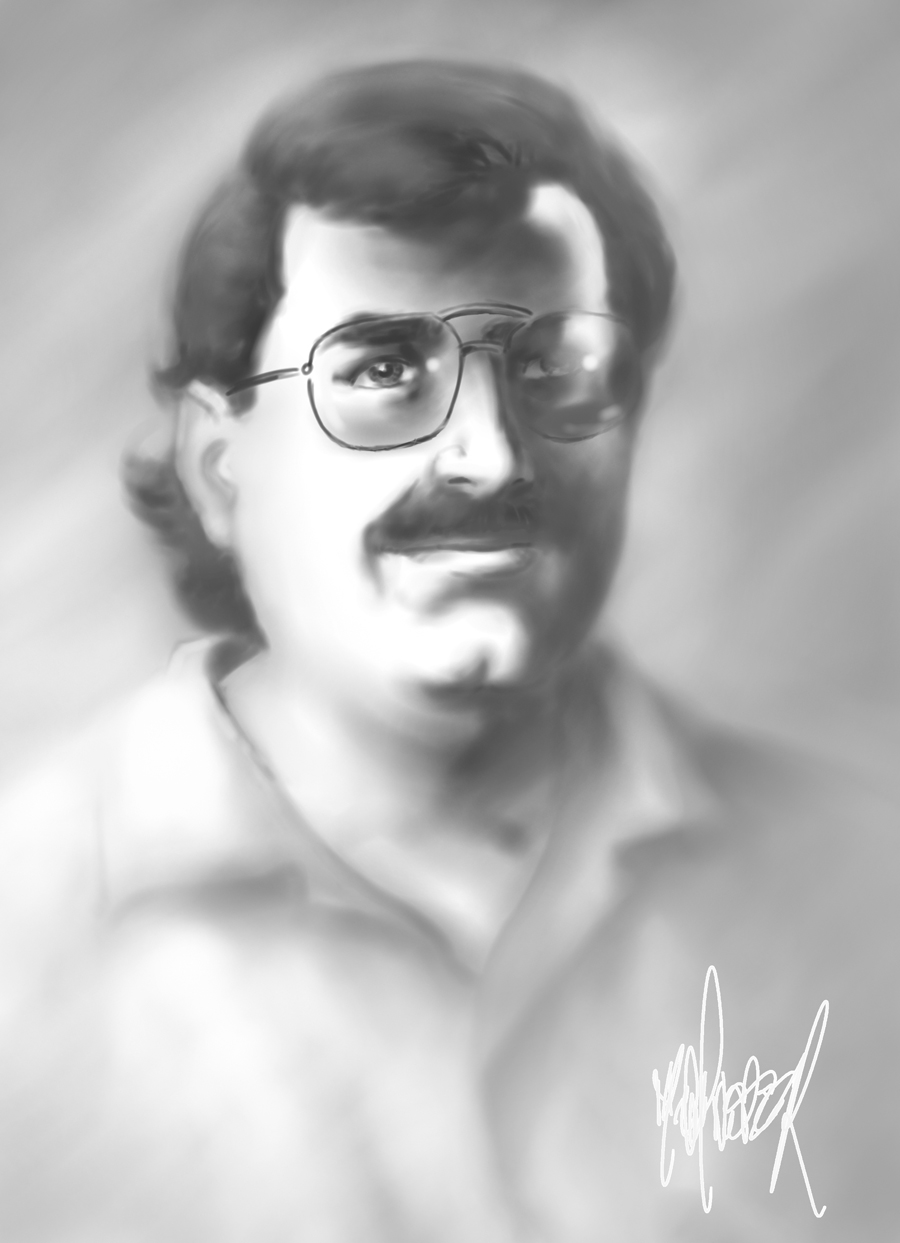
Le scénariste Tony Isabella reprend le personnage de Greer Nelson pour en faire la super-héroïne Tigra. Portrait réalisé par Michael Netzer.

Au début des années 1970, profitant d'un affaiblissement de la censure du Comics Code, Marvel Comics se lance dans le Fantastique et l'Horreur avec des séries sur Dracula, Frankenstein, le fils de Satan et le loup-garou Jack Russel. Le scénariste Tony Isabella, qui souhaitait aussi participer à la vague féministe de 1972, propose le lancement d'une héroïne liée à ces thèmes. Il s'intéresse à une version féminine du loup-garou. Il crée le concept du Peuple Chat, race féline qui existe en parallèle de l'humanité et qui utilise la magie. Dans Giant Size Creatures #1, la Chatte est mortellement blessée et le Docteur Tumolo réapparaît. Elles font appel au Peuple-Chat qui utilise sa magie pour transformer Greer Nelson en Tigra,.
Marvel ne pense plus à la libération de la femme et est dans une autre logique avec ce personnage. Dans l'épisode, Jack Russell, le loup-garou, est particulièrement excité par l'héroïne. En février 1976, Tony Isabella donne à son héroïne ses propres aventures dans le numéro 3 de la série Marvel Chillers. Malheureusement, c'est une série fourre-tout et la seconde carrière solo de Greer Nelson s'arrête au numéro 7. John Byrne dessine ces histoires et reviendra sur Tigra des années plus tard.
Greer Nelson en tant que la Chatte était sérieuse, désireuse de se lancer dans une carrière scientifique. Elle souffrait de la perte de son mari. Tout cela disparaît lorsqu'elle devient Tigra. Tony Isabella et les auteurs suivants la présentent désormais comme un personnage avec un puissant appétit sexuel. Comme Mantis, Power Girl et d'autres super-héroïnes libérées de l'époque, Tigra finit dans l'archétype de la super-garce. Thundra et Tigra ont des aventures avec les Quatre Fantastiques. Elles s'intéressent toutes les deux à Ben Grimm / La Chose qui reste fidèle à la sculptrice Alicia Masters. Lorsque la femme-chat est membre des Vengeurs, elle a des aventures avec plusieurs de ses coéquipiers. Dans le livre 100 Sexiest Women in Comics, littéralement les 100 femmes les plus sexy dans les comics, Tigra est classée à la 61e position. Comme d’autres héroïnes associées aux chats, Catwoman et la Chatte Noire par exemple, Tigra est représentée comment hautement érotique, flirtant sans aucune gêne dans son costume suggestif, un simple bikini. De nombreuses femmes-chats dans les comics sont un symbole moderne de la vision millénaire des chats. Ces animaux sont associés à la féminité, la sexualité et le manque de confiance.
Lorsque John Byrne reprend la série Avengers, il travaille dessus en tant que scénariste et dessinateur. Dans ses histoires, Tigra souffre d'une transformation bestiale. Des points de vue mental et physique, elle perd ses caractéristiques humanoïdes. Devenant trop dangereuse, le savant Henry Pym est obligé de la réduire à la taille d'un chat. John Byrne quitte la série et ne va pas au bout de son histoire. Tigra reste bloquée dans cet état jusqu'à ce que Roy Thomas utilise la sorcière Agatha Harkness pour la faire redevenir comme avant et la réemploie dans les Vengeurs de la côte Ouest. À la suite d'un changement d'auteur qui décide de s'en débarrasser, Tigra échoue en Australie et décide d'y rester. En 1999, son adaptation télévisée dans le dessin animé The Avengers: United They Stand remet le personnage sur le devant de la scène. Dans la série Avengers Infinity, Roger Stern emploie le personnage du point de vue de la fille facile. Tigra parcourt le cosmos avec Starfox qui est connu pour ses nombreuses relations sexuelles avec des héroïnes.

### Policière

Logo de la série Tigra.

Il faut attendre la mini-série Tigra de 2002 de la scénariste Christina Z et du dessinateur Mike Deodato pour avoir une exploration différente du personnage. Après les attentats du 11 septembre 2001, Marvel Comics cherche à célébrer pompiers, ambulanciers et policiers de la ville. Christina Z lance l'idée de faire commencer une carrière policière à Greer Nelson, la veuve d'un policier. Le personnage sous sa forme humaine passe les concours et s'engage dans la police. Bien qu'elle puisse redevenir humaine grâce à son amulette, Tigra depuis sa transformation conservait majoritairement sa forme féline.
Cette mini-série donne à l'héroïne tout ce qui lui manquait depuis sa transformation en Tigra dans les années 1970 à savoir une vie avec un métier, une identité secrète et des responsabilités. Durant ses aventures policières, elle affronte les ripoux qui ont tué son mari. La mini-série réoriente complètement le personnage mais malheureusement s'arrête et est vite oubliée.

### Battue et trompée
Dans les histoires sur le Projet Initiative, Greer Nelson, de nouveau sous sa forme féline, prend un rôle croissant en faisant partie des instructeurs de jeunes super-héros. Elle renoue une relation romantique avec le Vengeur Henry Pym. Mais la femme-chat n'a pas de chance, il s'agit en fait d'un imposteur skrull. Sa malchance continue lorsqu'elle devient la cible de Hood, le chef d'une bande de super-criminels. Le super-vilain obtient son adresse et l'attaque chez elle. Il la blesse et l'humilie tout en filmant la scène. Il lui ordonne de trahir les Vengeurs ; si elle refuse, il menace de recommencer. Tigra divulgue des informations mais elle se débrouille pour provoquer la chute du gang.
La scène où elle est violemment agressée ne redore pas le blason de l'héroïne. Devant au départ incarner la libération de la femme, elle est devenue une nymphomane et dorénavant elle a un statut de femme battue. Comme si cela ne suffisait pas, lors du crossover Secret Invasion, les Skrulls révèlent leur présence sur Terre. Greer Nelson découvre à peu près dans le même temps qu'elle a été abusée par un imposteur et qu'elle est enceinte.

### Remontée

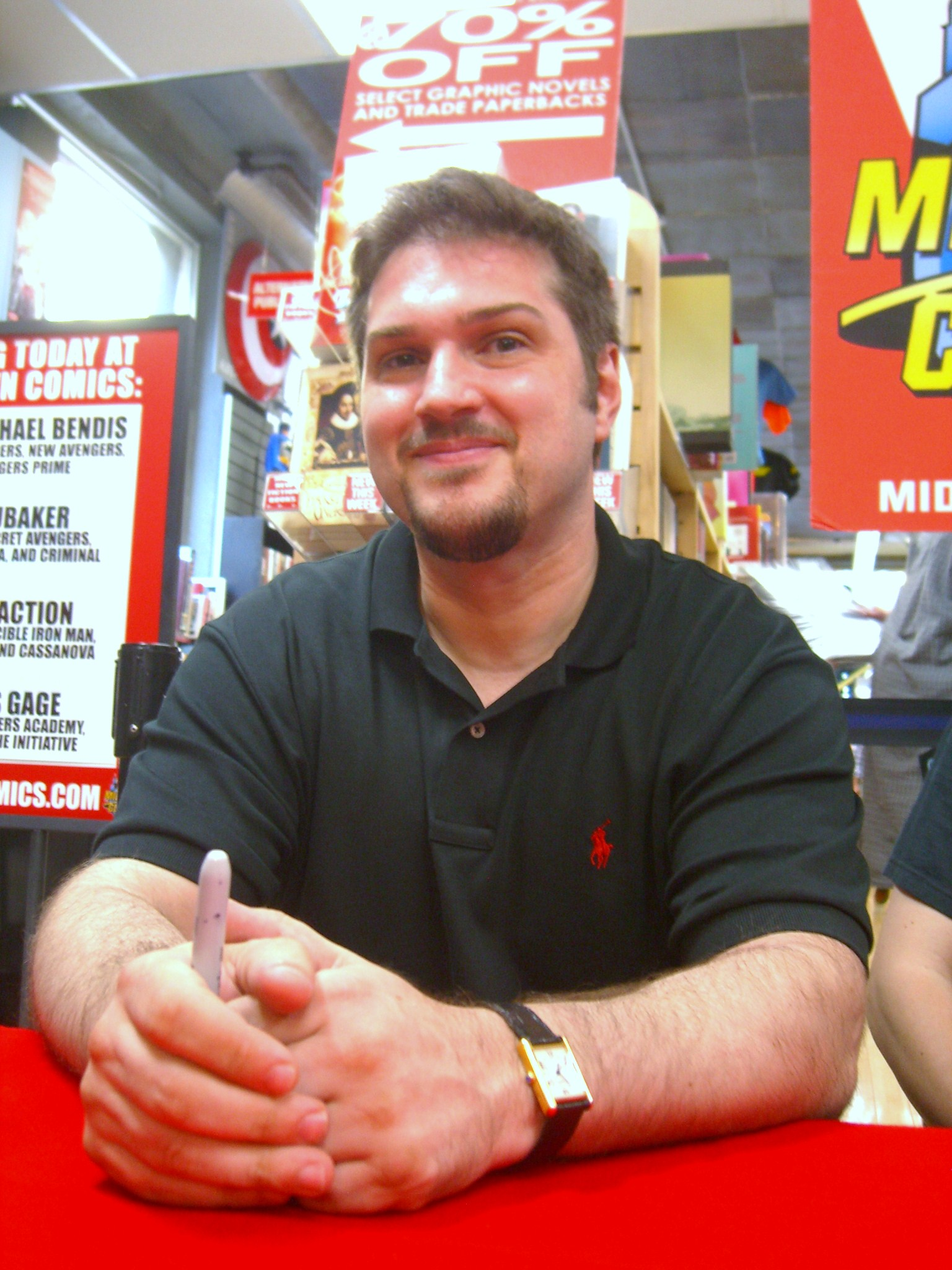
Christos Gage a scénarisé la série Avengers Academy où Tigra devient enseignante et développe une relation authentique avec le Vengeur Henry Pym.

Le super-vilain Norman Osborn prend le contrôle du Projet Initiative et place ses bras droits à des positions stratégiques dont Hood. Il désire également s'emparer d'un hybride Skrull. Tigra change de camp et avec des membres des New Warriors, elle forme Avengers Resistance. Elle traque les complices de Hood pour les mettre hors d'état de nuire. Tigra fait profiter les jeunes Vengeurs clandestins de son expérience de Vengeur, et devient en quelque sorte une figure maternelle. En raison de sa physiologie particulière, sa grossesse est plus rapide que pour une humaine, Tigra accouche d'un enfant qu'elle nomme William Nelson Jr. en l'honneur de son défunt mari. Étant donné sa vie compliquée de super-héroïne, elle choisit de confier l'enfant au Peuple Chat plus à même de s'en occuper.
Lorsque Steve Rogers remplace Norman Osborn, il propose un emploi de formatrice à Greer Nelson dans l'Académie des Vengeurs. Créée par le scénariste Christos Gage, la série Avengers Academy aborde le problème de la formation de jeunes surhumains qui pourraient devenir des menaces s'ils n'étaient pas encadrés. Tigra assume parfaitement ses responsabilités d'enseignante. Greer Nelson commence une relation authentique avec le véritable Henry Pym qui est un de ses collègues de travail. Elle envisage d’élever son fils avec lui.
Néanmoins, le lancement de Marvel NOW! réorganise les titres. L'avenir du couple est incertain. Dans son analyse du personnage pour Comic Box, Xavier Fournier explique : « Si on doit se baser sur les expériences passées, Tigra a toutes les raisons d'être malmenée, malgré un potentiel qui reste intact. Avec un scénariste qui la traiterait sur la durée, Tigra pourrait s'imposer. Mais tous les personnages n'ont pas le même capital de chance ... ».

## Versions alternatives
En 1982, Tigra est présente dans le What If? vol.1 #35. Dans cette histoire Henry Pym / Pourpoint Jaune est mort et les Vengeurs doivent lutter contre l'une des leurs, Janet Van Dyne / la Guêpe, qui leur reproche la mort de son mari,. Dans la réalité alternative du Marvel Mangaverse, Tigra est la familière du Docteur Strange. Son maître et elle meurent, victimes de trois ninjas armés de bagues magiques,,. Dans la réalité alternative House of M, Tigra fait partie des Vengeurs de Luke Cage, avec Œil-de-Faucon, Oiseau Moqueur, Iron Fist, Moon Knight, les Fils du Tigre et Misty Knight. Dans la réalité alternative de Marvel Zombies, elle fait partie des héros qui ont été transformés en zombies.
En 2008, Tigra a une version alternative dans l'univers de Marvel Adventures. D'abord détective privée, elle devient par la suite membre des Vengeurs,,. L'année suivante, elle a une nouvelle adaptation avec le numéro 9 de la série Marvel Super Hero Squad. Dans cette histoire, Tigra, la Guêpe et Miss Hulk rejoignent la Squad qui était auparavant uniquement composé de personnages mâles,. La super-héroïne est également adaptée dans Ultimate Marvel où elle est membre des West Coast Ultimates,. Ses partenaires sont Wonder Man, la Vision, le Chevalier noir et Quake.

## Adaptations dans d'autres médias
De 1999 à 2000, Tigra apparaît dans la série télévisée The Avengers: United They Stand. Elle est doublée en version originale par Lenore Zann. Toujours an 1999, Toy Biz adapte les personnages de la série en figurines articulées. En 2006, la société Bowen Designs produit un buste du personnage sculpté par Jim Maddox. En 2009, Hasbro produit une figurine articulée de Tigra. La femme-chat est un personnage joueur dans le jeu vidéo Marvel Super Hero Squad Online.